# Женский Вестник (журнал, 1866—1868)
«Же́нский ве́стник» — журнал, выходивший в Санкт-Петербурге с 1866 по 1868 год.

## История
Журнал «Женский вестник» выходил в Санкт-Петербурге ежемесячно с сентября 1866 по январь 1868 года. Всего было выпущено 10 номеров.
Издавала журнал А. Б. Мессарош, официальный редактор — Н. М. Мессарош.
Фактическими редакторами «Женского вестника» были сотрудники закрытого правительством «Русского слова» Н. А. Благовещенский (редактировал беллетристический отдел) и А. К. Шеллер-Михайлов (редактировал иностранный отдел). В условиях реакции 1866—1867 после запрещения «Современника» и «Русского слова» «Женский вестник» наряду с журналом «Дело» занимал наиболее левую позицию в русской прессе, пытаясь стать продолжением закрытых демократических изданий. Но последовательной общественно-политической программы у журнала не было.

## Отделы журнала
В основном отделе «Женского вестника» помещались публицистические статьи и беллетристика. Были напечатаны: программная статья В. А. Слепцова «Женское дело» (№ 1); неоконченная, видимо, из-за вмешательства цензуры статья П. Н. Ткачёва «Влияние экономического прогресса на положение женщины и семьи» (№ 1, 2); П. Л. Лаврова (псевд. — П. Миртов) «Женщина во Франции в XVII и XVIII вв.» (№ 4, 5) и «Средневековый Рим и папство в эпоху Федоры и Мароции» (№ 7) и др. Здесь же помещались произведения Н. Ф. Бажина, Н. Вормса, И. В. Федорова (Омулевского), Л. И. Пальмина, Я. П. Полонского, Г. И. Успенского («Медик и пациенты», № 1—2, «Современная глушь», № 3, «По чёрной лестнице», № 7), А. К. Шеллера-Михайлова. Был посмертно опубликован рассказ Н. Г. Помяловского «Данилушка» (№ 3).
В отделе «Критика и библиография» принимали участие все основные сотрудники журнала: М. А. Александров, Н. А. Благовещенский, С. Я. Капустин, Е. И. Конради, П. Конради, П. Л. Лавров («Герберт Спенсер и его опыты», № 6), А. К. Шеллер-Михайлов, В. В. Чуйко и другие.
Отдел «Заграничная жизнь» (или Хроника заграничной жизни) вела Е. И. Конради.
Отдел «Внутреннее обозрение» вёл В. В. Чуйко (№ 4, 5), а затем Станюкович (№ 7, 8).
Отделом «Наша современная журналистика» руководил Н. А. Благовещенский.

## Направление
Большое место занимали материалы о положении рабочих на Западе. Наибольшее значение среди них имеет статья П. Н. Ткачёва «Влияние экономического прогресса на положение женщины и семьи» (№ 1, 2), в которой автор доказывает, что по мере развития капитализма растет и обнищание пролетариата. Резкой критике капитализма, звучащей в статье Ткачева, противоречит постановка этого вопроса в других статьях журнала, принадлежавших его постоянным сотрудникам. В «Женском вестнике» говорилось о необходимости создания производственных артелей при поддержке властей и помощи рабочим со стороны просвещенных представителей крупной буржуазии, то есть в конечном итоге проводилась идея классового мира, союза рабочих и буржуазии («Хроника заграничной жизни» № 4). Стачки как метод борьбы рабочих за улучшение своего материального положения отвергались («Заграничная жизнь» № 2).
Значительное внимание в журнале уделялось борьбе с различными проявлениями реакции в общественной жизни и литературе. «Женский вестник» проповедовал теорию разумного эгоизма («Хроника заграничной жизни» № 4 и др.). Касаясь вопросов литературы, выступал противником «чистого искусства».
Женский вопрос должен был стать одним из основных вопросов журнала. В объявлении об издании «Женского вестника» говорилось: «Главная задача нашего журнала будет состоять в том, чтобы, обсуждая с разных сторон современное положение русской женщины, изыскивать средства к улучшению этого положения на всех путях её разумной и полезной деятельности, практически указывать на те отрасли труда, где женщина, самостоятельно улучшая свой экономический быт, может быть более полезна семье или обществу». Но эта программа осуществлялась весьма слабо. Если «Женский вестник» и касался положения женщин Западной Европы, то о современном положении русской женщины в журнале говорилось очень мало.
Трудность издания демократического журнала в эпоху реакции, а также неоднородность состава сотрудников (напр., в № 1 наряду с упоминавшейся выше статьёй Ткачёва была помещена адресованная светским женщинам консервативная статья официального редактора журнала Мессароша), отсутствие четкой программы и ориентировки на определённый круг читателей обрекли журнал на неудачу.
Отрицательную оценку журналу дал Писарев, а позднее и сам редактор его — Благовещенский. На № 1 за 1868 год издание «Женского вестника» прекратилось.
В приложениях к журналу печатались переводные романы и «История английской литературы» Ипполита Тэна.